# Otto Askańczyk
Otto (zm. 18 maja 1350) – książę z dynastii askańskiej.
Był synem Rudolfa I, księcia–elektora saskiego i Jutty, córki margrabiego brandenburskiego Ottona V Długiego. W 1339 poślubił Elżbietę z Welfów, córkę Wilhelma, księcia Lüneburga. Miał z nią syna, Albrechta, który dzięki swemu pochodzeniu po kądzieli zgłosił później roszczenia do dziedzictwa po Wilhelmie. Otto zmarł w 1350, jeszcze za życia swego ojca.